# Lee Gaze
Lee James Gaze (ur. 21 czerwca 1975 w Pontypridd) - gitarzysta oraz współzałożyciel zespołu Lostprophets.
W listopadzie 2008 roku na świat przyszło pierwsze dziecko Lee i jego żony Syirin Said - Daniyal Rehan Said Gaze.